# Jokanala, Hirekerur
Jokanala là một làng thuộc tehsil Hirekerur, huyện Haveri, bang Karnataka, Ấn Độ.